# Bufonocarodes robustus
Bufonocarodes robustus är en insektsart som beskrevs av Leo L. Mishchenko 1951. Bufonocarodes robustus ingår i släktet Bufonocarodes och familjen Pamphagidae. Inga underarter finns listade i Catalogue of Life.